# Kardó
Kardó település Romániában, a Partiumban.

## Fekvése
Nagyváradtól és Félixfürdőtől délre, Hájó, Oláhapáti és Váraduzsopa közt fekvő település.

## Története
Kardó Árpád-kori település. Nevét már 1273-ban említette oklevél Kordu néven.
1291–1294 között in Kordo, 1332–1336 között Cordo, Cardo, 1808-ban és 1913-ban Kardó néven írták.
1273-ban egyenlően volt megosztva a váradi püspökség, a káptalan és váradelőhegyi konvent között. Lakosai a tizedfizetés alól fel voltak mentve, a tizedfizetés helyett azonban a váradi vár számára meszet tartoztak égetni és szállítani.
1332-ben a pápai tizedjegyzék szerint papja 11 garas pápai tizedet fizetett.
A 16. században végzett összeírásokban az elpusztult községek között sorolták fel.  Határában az 1900-as évek elejének adatai szerint üzemen kívüli kőszénbánya is volt.
1851-ben Fényes Elek írta a településről:
Bihar vármegyében, kisebb dombok közt, 566 görög katholikus lakossal s anyatemplommal. Határa 3127 hold, ... Birtokosa a váradi deák püspök
1910-ben 915 lakosából 14 magyar, 881 román volt. Ebből 890 görögkatolikus, 11 görög keleti ortodox volt.
A trianoni békeszerződés előtt Bihar vármegye Központi járásához tartozott.

## Nevezetességek
- Görögkatolikus temploma – 1802-ben épült.